# Egon Rannet

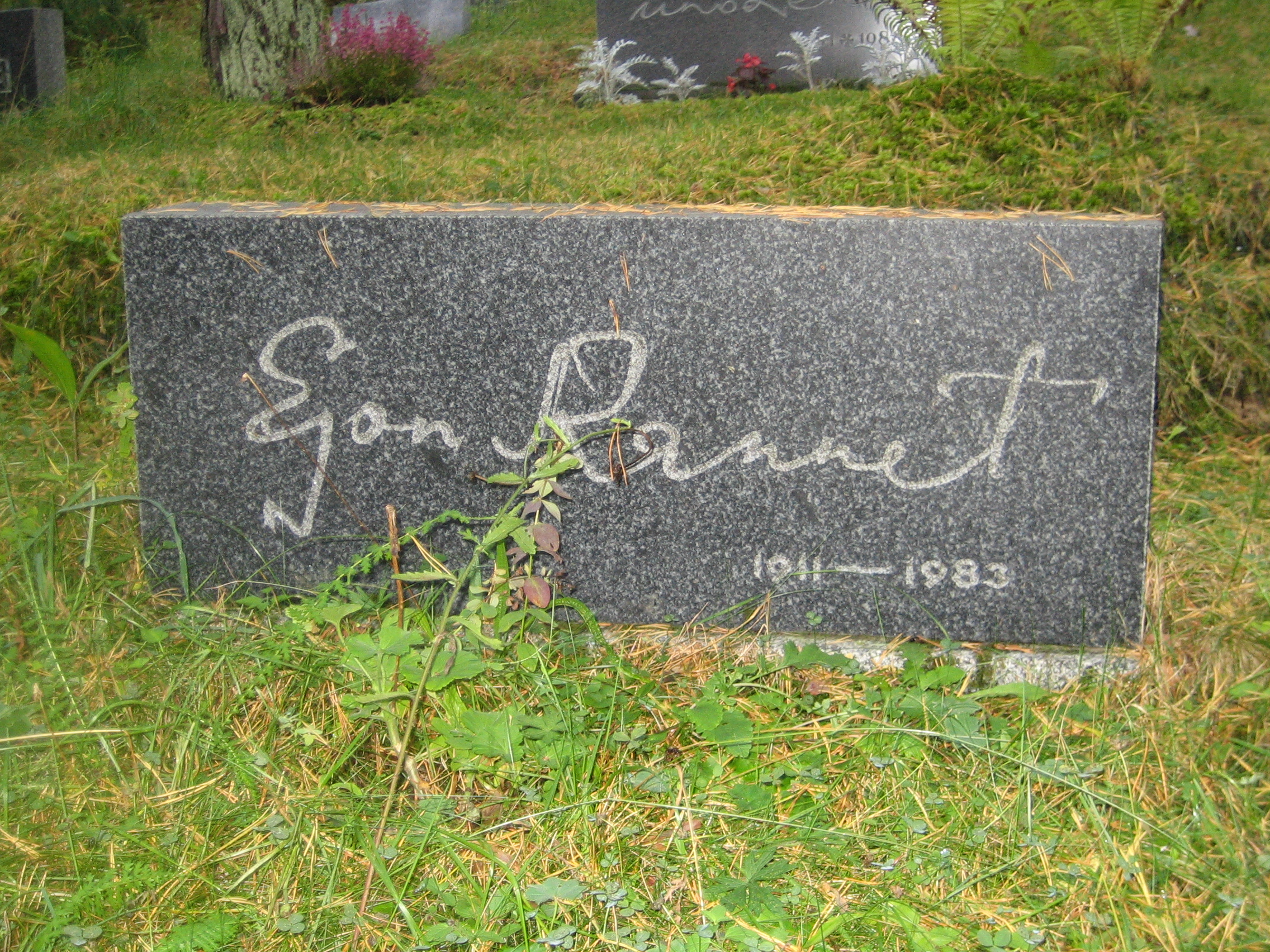

Egon Rannet (ur. 1911 w Tallinnie, zm. 1983 tamże) – estoński pisarz. Autor dramatów opowiadań i scenariuszy filmowych.